# Unidos do Lavapés
A Unidos do Lavapés é uma escola de samba da cidade de Bragança Paulista, no interior do estado brasileiro de São Paulo. Foi a primeira escola de samba da cidade, fundada em 1962.

## História
A Unidos do Lavapés teve origem no bairro do Lavapés, a partir de uma batucada que acompanhava a torcida do time de futebol Boca de Fogo. A batucada deu origem ao bloco carnavalesco Boca de Fogo (1961), que por sua vez deu origem à Escola de Samba do Lavapés, fundada em 1962 por João Alberto de Carvalho Bastos, Ademar Quiles, Wilson de Oliveira e Roberto de Oliveira (Chimango).
Em 1963 o nome da instituição foi mudado para o atual, Unidos do Lavapés.
Foi campeã do grupo de acesso em 2010 e 2012.

## Segmentos

### Presidentes
| Nome                        | Mandato     | Ref.  |
| --------------------------- | ----------- | ----- |
| Mário Alves de Almeida Neto | 2017        | [ 7 ] |
| Lilian Cortese              | 2018 - 2019 |       |
| Serginho X9                 | 2023        |       |
| Noieraldo Camilo            | 2024 - 2025 |       |

Casal de Mestre sala e porta-bandeira
| Nome                      | Ano  | Ref. |
| ------------------------- | ---- | ---- |
| Amanda e Buchecha         | 2017 |      |
| Ananete e Buchecha        | 2018 |      |
| Amanda e Lucas            | 2019 |      |
| Jean Campos e Amanda Luiz | 2025 |      |

Mestre de Bateria
| Nome            | Ano         | Ref |
| --------------- | ----------- | --- |
| Clay            | 2011 - 2013 |     |
| Anderson Auê    | 2018        |     |
| Vitor Facioni   | 2019 - 2023 |     |
| Rafael Calazans | 2024 - 2025 |     |

Rainha de Bateria
| Nome             | Ano          | Ref. |
| ---------------- | ------------ | ---- |
| Fernanda Azevedo | 2017 - atual |      |

## Carnavais
| Ano                   | Colocação     | Grupo        | Enredo | Carnavalesco                                   | Intérprete                                     | Presidente       | Ref.          |
| 1973                  | Campeã        | Especial     | Os Bandeirantes |                                                |                                                |                  |               |
| 1975                  |               |              | Exaltação à Bahia |                                                |                                                |                  |               |
| 1976                  | Campeã        | Especial     | Homenagem ao bandeirante pioneiro – o Caçador de Esmeraldas                                                                    |                                                |                                                |                  |               |
| 1977                  | Campeã        | Especial     | No mundo Infantil de Monteiro Lobato                                                                                           |                                                |                                                |                  |               |
| 1978                  | Vice-campeã   | Especial     | Chico Viola - Francisco Alves – a voz de ouro do Brasil                                                                        | Roberto Cestari                                |                                                |                  |               |
| Não desfilou em 1979. |               |              | |                                                |                                                |                  |               |
| 1980                  | Vice-campeã   | Especial     | Sonhos e Glórias de um Folião                                                                                                  |                                                |                                                |                  |               |
| 1982                  |               | Especial     | Noite de liberdade para a Natureza (Sonho de Liberdade)                                                                        |                                                |                                                |                  | [ 8 ]         |
| 1983                  |               | Especial     | Exaltação à Mangueira Querida                                                                                                  |                                                |                                                |                  | [ 8 ]         |
| 1984                  | Campeã        | Especial     | Lendas e Folclore do Brasil'                                                                                                   | Jorge Khullman                                 |                                                |                  |               |
| 1985                  | Campeã        | Especial     | Um Dia de Sol no País Tropical                                                                                                 | Roberto Cestari                                |                                                |                  |               |
| 1986                  | 3° lugar      | Especial     | O Cometa de Halley |                                                | Serjão                                         |                  |               |
| 1988                  |               | Especial     | Tributo ao Negro Brasileiro |                                                | Serjão                                         |                  |               |
| 1989                  | Hours Concurs | Especial     | Brasil vê se República – 100 anos de República                                                                                 |                                                | Serjão                                         | Cleber Centini   | [ 8 ]         |
| 1990                  | Campeã        | Especial     | Da Atlatida ao Atlantico, uma Lenda na Amazônia                                                                                | José Rabelo                                    | Boca, Cássio Centini e Clóvis Centini          | Cleber Centini   |               |
| 1991                  | Vice-campeã   | Especial     | Do Negro Iorubás ao canto dos Orixás                                                                                           | José Rabelo                                    | Cássio Centini, Clóvis Centini e Serjão        | Cleber Centini   |               |
| 1992                  | Vice-campeã   | Especial     | Um Tributo a Tradição, 30 Anos de Emoção                                                                                       | Cleber Centini                                 | Boca, Cássio Centini e Clóvis Centini e serjão | Cleber Centini   |               |
| 1993                  | Campeã        | Especial     | O Guarani | José Rabello                                   | Serjão e Carlão                                | Cleber Centini   |               |
| 1994                  | Vice-campeã   | Especial     | No Mundo da Criança Brinquedo é Coisa Séria                                                                                    | Alexandre Martins                              |                                                | Cleide Rodrigues |               |
| 1995                  | Vice-campeã   | Especial     | Circo, o Maior Espetáculo da Terra                                                                                             | Alexandre Martins                              |                                                |                  |               |
| 1996                  | 3° lugar      | Especial     | Em Busca do Paraíso | Alexandre Martins                              |                                                |                  |               |
| 1998                  | Vice-campeã   | Especial     | Deu a Louca na Águia | José Rabello                                   |                                                |                  |               |
| 1999                  | 5° lugar      | Especial     | O 3° Milênio: da Criação do Mundo a Viagem Espacial                                                                            | José Rabello                                   |                                                |                  |               |
| 2000                  | 4° lugar      | Especial     | Lua - Magia, Poder e Encanto                                                                                                   | Eduardo Rojo                                   |                                                |                  |               |
| 2001                  | 3° lugar      | Especial     | No Jogo da Vida Banco a Sorte Pra Valer                                                                                        | Eduardo Rojo                                   |                                                |                  |               |
| 2002                  | 5° lugar      | Especial     | Independência ou Morte | Raúl Diniz, Marco Aurélio Lisa e Sérgio Júnior |                                                |                  |               |
| 2003                  | Campeã        | Acesso       | Irmão Sol, Irmã Lua | Marco Aurélio Lisa e Sérgio Júnior             |                                                |                  |               |
| 2004                  | 3° lugar      | Especial     | Por Tráz da Cortina da Seca o Eldorado Nordestino                                                                              | Sérgio Júnior e André Acedo                    |                                                |                  |               |
| Não desfilou em 2005. |               |              | |                                                |                                                |                  |               |
| 2006                  | 6° lugar      | Especial     | Levanta, Sacode a Poeira e da a Volta Por Cima - Histórias da Nossa História                                                   | Sérgio Júnior                                  |                                                |                  |               |
| 2007                  | 7° lugar      | Especial     | Adoniram Barbosa em Verso e Prosa nas Asas da Verde e Rosa                                                                     | Marco Aurélio Lisa e Jamil Destro              |                                                |                  |               |
| 2008                  | Campeã        | Acesso       | Mangueira Teu Cenário é uma Beleza                                                                                             | Marco Aurélio Lisa e Jamil Destro              |                                                |                  |               |
| 2009                  | 6° lugar      | Especial     | A Saga e a História na Amazônia                                                                                                | Celso Arruda                                   |                                                |                  | [ 9 ]         |
| 2010                  | Campeã        | Acesso       | A Arte do Criador na Magia do Homem: O Esplendor da Vida                                                                       | Celso Arruda                                   |                                                |                  | [ 10 ]        |
| 2011                  | 5° lugar      | Especial     | Extrema, o Portal Iluminado de Minas                                                                                           | Foguinho                                       |                                                |                  | [ 11 ]        |
| 2012                  | Campeã        | Acesso       | O Verde e Rosa nos Braços do Povo: Lavapés Canta seus 50 Anos de Glória e Paixão                                               | Cristiano Lima                                 |                                                |                  | [ 1 ] [ 12 ]  |
| 2013                  | Vice-campeã   | Especial     | De uma Inspiração Divina foi Criada a Mais Bela Flor: Mulher                                                                   | Cristiano Lima                                 |                                                |                  | [ 13 ]        |
| 2014                  |               | Especial     | O Vôo da Águia Vale Ouro Compositores: Gilson, Mateus Preto, Marcelo Rainha, Ney Jr., Wagner Love, Leandro do Cavaco e Mazzola |                                                |                                                |                  | [ 14 ] [ 7 ]  |
| 2015                  | 4° lugar      | Especial     | Você se lembra? O que ficou na memória... Nunca se esquece!                                                                    |                                                |                                                |                  | [ 15 ] [ 16 ] |
| 2016                  | Não desfilou  | Não desfilou | Não desfilou | Não desfilou                                   | Não desfilou                                   |                  | [ 17 ]        |
| 2017                  | 3º Lugar      | Especial     | Pantanal |                                                |                                                |                  |               |
| 2018                  | 3º Lugar      | Especial     | Nossa Senhora Aparecida | Noy Camilo                                     | Tadeu Muleke                                   | Biju             |               |
| 2019                  | 4º lugar      | Especial     | E pra quem achou que a Águia não estaria em pé, hoje ela clama a Turquia, terra de Jorge o guerreiro da fé                     | Lucas S. Siqueira                              |                                                |                  |               |
| 2023                  | 4º lugar      | Especial     | Cometa Halley | Comissão de carnaval                           |                                                |                  |               |
| 2024                  | Vice-campeã   | Especial     | A arte feito a mão por artistas desse chão, o Lavapés homenageia o artesão                                                     | Noy Camilo e Comissão de carnaval              | Renan Bier e Vitor Calazans                    |                  |               |
| 2025                  | 4º lugar      | Especial     | Bragança Paulista, terra da gente                                                                                              | Noy Camilo e Comissão de carnaval              | Renan Bier e Renan Mazzola (Mazza)             |                  |               |